# Школа менеджмента Слоуна
Школа менеджмента Слоуна ((англ. MIT Sloan School of Management) — международная бизнес-школа при Массачусетском технологическом институте в Кембридже США штат Массачусетс.
Названа в 1964 году в честь бывшего президента General Motors Альфреда Слоуна, оказывавшего ей спонсорскую помощь.
Школа предлагает бакалаврские, магистерские и докторские программы обучения, а также бизнес-образование МБА. Сообщество выпускников составляет более 20 000 человек. Самой многочисленной программой является стационарный курс МБА, который является одним из самых престижных в мире.
Каждый год в школе обучаются студенты более чем из 60 стран и школа занимает 1 место по самому большему количеству пунктов, чем любая другая бизнес-школа.
Кампусы школы расположены в Европе (Франция), Азии (Сингапур) и на Ближнем Востоке (Абу-Даби); исследовательский центр расположен в Израиле. Школа предлагает стационарную MBA-программу (англ. Full-time MBA), программу обучения на степень PhD в менеджменте и другие программы (включая Executive MBA).
Школой с 1959 года выпускается журнал MIT Sloan Management Review, который является одним из известнейших изданий, посвященных управлению инновациями.